# 5月22日
5月22日（ごがつにじゅうににち）は、グレゴリオ暦で年始から142日目（閏年では143日目）にあたり、年末まではあと223日ある。

## できごと

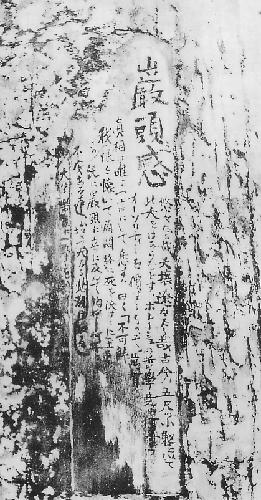
藤村操(1886-1903)、華厳滝で投身自殺。社会現象となった。

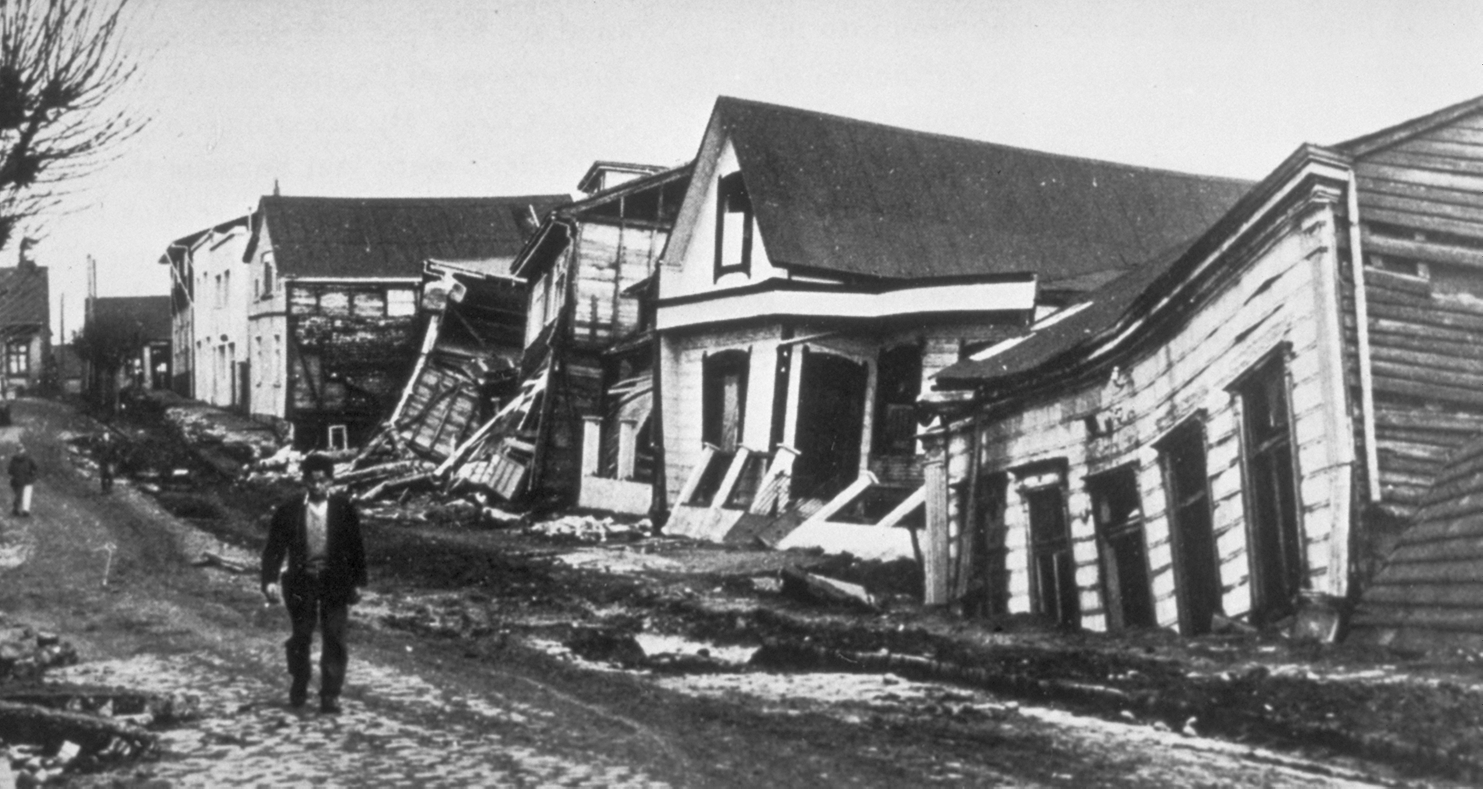
チリ地震(1960)。日本でも津波で142名の犠牲者

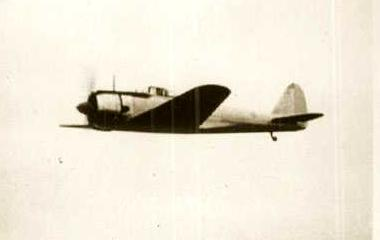
加藤建夫が乗っていた一式戦

- 紀元前334年 - アレクサンドロス3世のマケドニア王国軍がグラニコス川の戦いでペルシア軍を破る[1]。
- 229年（黄龍元年4月12日） - 呉の孫権が皇帝に即位。三国鼎立が成立。
- 1455年 - 薔薇戦争: 第1次セント・オールバーンズの戦い。
- 1580年（天正8年4月9日） - 本願寺11世宗主顕如、織田信長と和議を結び石山合戦が終結。顕如は紀伊鷺森に退去したが、和議に反対する長男教如は父とは行動をともにせず、石山本願寺に立てこもる。
- 1763年（宝暦13年4月10日） - 耶馬渓に、禅海が30年以上かけて手掘りした青の洞門が開通。
- 1868年（慶應4年閏4月1日）- 駐日英公使パークスが明治天皇にヴィクトリア女王の信任状を提出。明治政府が初めて外国から承認される。
- 1871年（明治4年4月4日） - 日本で戸籍法公布。
- 1874年 - 台湾出兵: 西郷従道指揮の台湾征討軍が台湾の制圧を開始。
- 1903年 - 第一高等学校の生徒であった藤村操が華厳滝で自殺。社会に大きな影響を与え、後を追うものが続出。
- 1906年 - ライト兄弟が「飛行機械」（飛行機）の特許を取得。
- 1915年 - カリフォルニア州のラッセン山が噴火。
- 1917年 - 山形県米沢市で大火。死者11人、2300戸が焼失[2]。
- 1931年 - 劇団前進座結成。
- 1939年 - ドイツとイタリアが鋼鉄協約（独伊軍事同盟）に調印。
- 1942年 - 第二次世界大戦: メキシコが連合国側で参戦。
- 1942年 - 大日本帝国陸軍の航空隊中佐、陸軍飛行第64戦隊長である加藤建夫がアキャブ基地に飛来したブリストル ブレニムを一式戦闘機5機で迎撃に当たる最中で戦死。
- 1946年 - 吉田茂が45代内閣総理大臣に就任し、第一次吉田茂内閣が発足。
- 1947年 - アメリカ合衆国大統領ハリー・S・トルーマンがトルーマン・ドクトリンを実施するための法律に署名。
- 1948年 - 東京で、ガールスカウト復活のための準備委員会が発足。
- 1958年 - 第28回衆議院議員総選挙。
- 1960年 - チリの太平洋沖でMw9.5のチリ地震が発生。環太平洋全域を津波が襲う。
- 1962年 - コンチネンタル航空11便爆破事件。
- 1963年 - ギリシャの民主左翼同盟党首グリゴリス・ランブラキスがテッサロニキで行なわれた反戦集会での帰り道、サイドカーに乗った男に棍棒で頭部を殴打され負傷、5日後の5月27日に脳挫傷で死亡。
- 1967年 - ベルギー・ブリュッセルのイノバシオンデパートで火災（英語版）。死者322人。
- 1968年 - 99人が乗ったアメリカ海軍の原子力潜水艦「スコーピオン」が演習からの帰途に消息を絶つ。後に破壊された船体が発見される。
- 1969年 - 「アポロ10号」が月面から15.6 kmまで最接近。
- 1971年 - びわ湖放送設立。
- 1972年 - セイロンで新憲法が採択。共和制に移行し、国名をスリランカ共和国に改称[3]。
- 1973年 - 東京の江東区議らがごみ埋め立て地「新夢の島」への杉並区のごみ搬入を実力で阻止。杉並清掃工場建設に反対する杉並区民に地域エゴと反発し、「ゴミ戦争」が起こった[4]。
- 1978年 - 若三杉が第56代横綱に昇進。横綱昇進を機に若乃花に改名[5]。
- 1980年 - ナムコがアーケードゲーム『パックマン』を発表。
- 1987年 - 第1回ラグビーワールドカップがニュージーランドとオーストラリアで開催。6月20日まで。
- 1989年 - リクルート事件で藤波孝生元内閣官房長官と公明党の池田克也衆議院議員を在宅起訴。
- 1990年 - 南イエメン・北イエメンが統合されイエメン共和国が成立。
- 1990年 - マイクロソフトがWindows 3.0をリリース。
- 1992年 - ボスニア・ヘルツェゴビナ・クロアチア・スロベニアが国際連合に加盟。
- 1992年 - 細川護煕前熊本県知事が日本新党を結成。
- 1992年 - 映画監督の伊丹十三が、映画『ミンボーの女』に反発した暴力団員に自宅前で斬られる[6]。
- 1992年 - ジョニー・カーソンが、30年間務めた『ザ・トゥナイト・ショー・スターリング・ジョニー・カーソン（英語版）』の司会をこの日の放送をもって降板[7]。
- 1992年 - 滋賀県大津市木の岡町に建っていた、通称『幽霊ホテル』と呼ばれていた「木の岡レイクサイドビル」が、日本で初となる爆破解体が行われた。
- 2002年 - トヨタ・アルファードが発売開始。
- 2003年 - 男子ゴルフツアーのPGAツアーに58年ぶりに女子選手のアニカ・ソレンスタムが参加[8]。
- 2004年 - 小泉純一郎首相が北朝鮮を訪問し、第2回日朝首脳会談を行う。
- 2005年 - 陸上自衛隊第六次イラク派遣隊の第三派が出発し、第六次イラク派遣隊総勢約500人の派遣が完了。
- 2006年 - 伊勢崎オートレース場第12レースにて三連単、5-8-1の組み合わせで、15,721,720円の最高配当を記録。
- 2010年 - 2011年ラグビーワールドカップアジア地区最終予選最終戦で日本が7大会連続のワールドカップ決定[9]。
- 2012年 - 東京スカイツリーが開業[10]。
- 2015年 - アイルランドで同性結婚と大統領の権限に関する憲法改正（2015年アイルランド）に関する国民投票が行われた[11]。
- 2017年 - マンチェスター・アリーナに於ける爆発物事件: イングランドマンチェスターの屋内競技場マンチェスター・アリーナで自爆テロが発生。22人が死亡、59人が負傷した。事件当日、場内ではアリアナ・グランデのコンサートが開催されていた[12]。
- 2020年 - アルゼンチンが約5億ドル相当の国債利払いを行うことができず、通算9回目のデフォルト（債務不履行）に陥った[13]。
- 2021年 - 黄河石林トレイルランニング遭難事故。中国甘粛省で行われたトレイルランニング大会中、悪天候により参加者21人が死亡[14]。

## 誕生日

### 人物

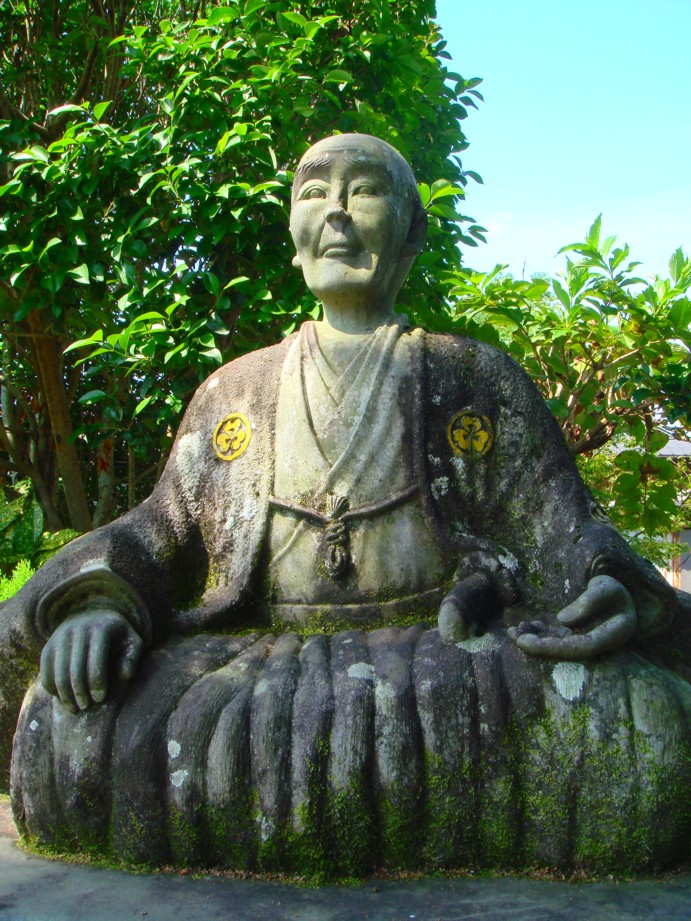
儒学者、広瀬淡窓(1782-1856)誕生

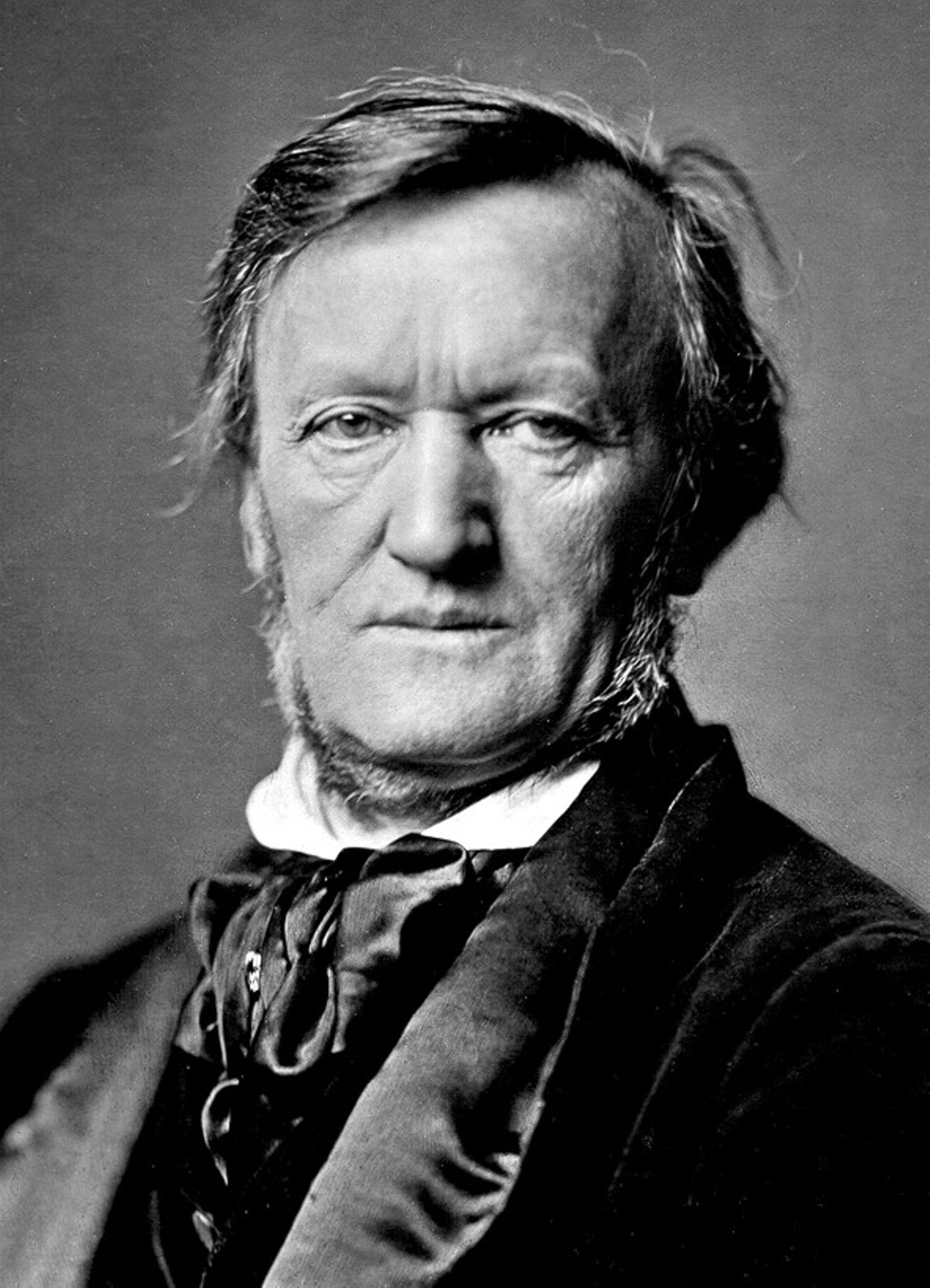
作曲家リヒャルト・ワーグナー(1813-1883)誕生。

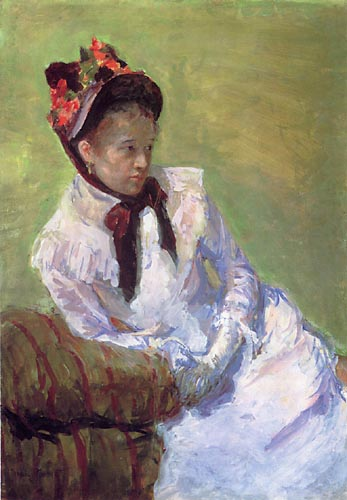
画家メアリー・カサット(1844-1926)誕生。画像は自画像(1878)

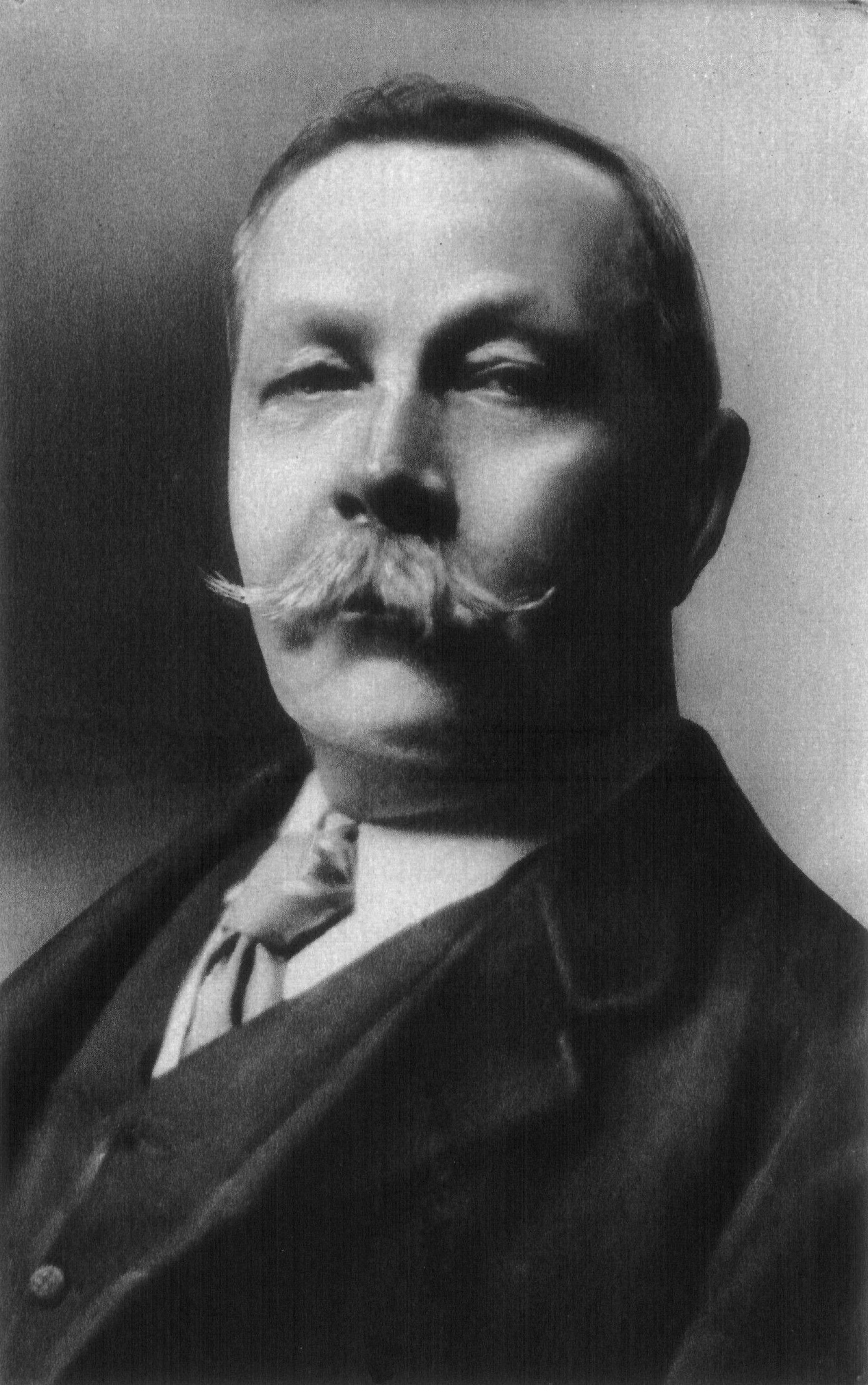
シャーロック・ホームズシリーズの作家、アーサー・コナン・ドイル(1859-1930)

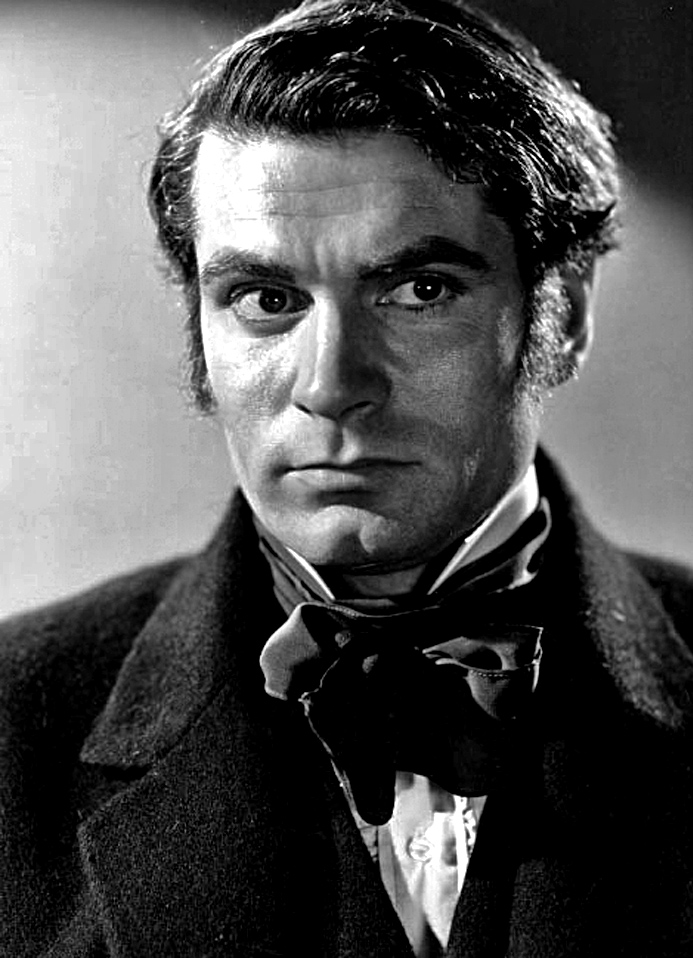
俳優ローレンス・オリヴィエ(右; 1907-1989)

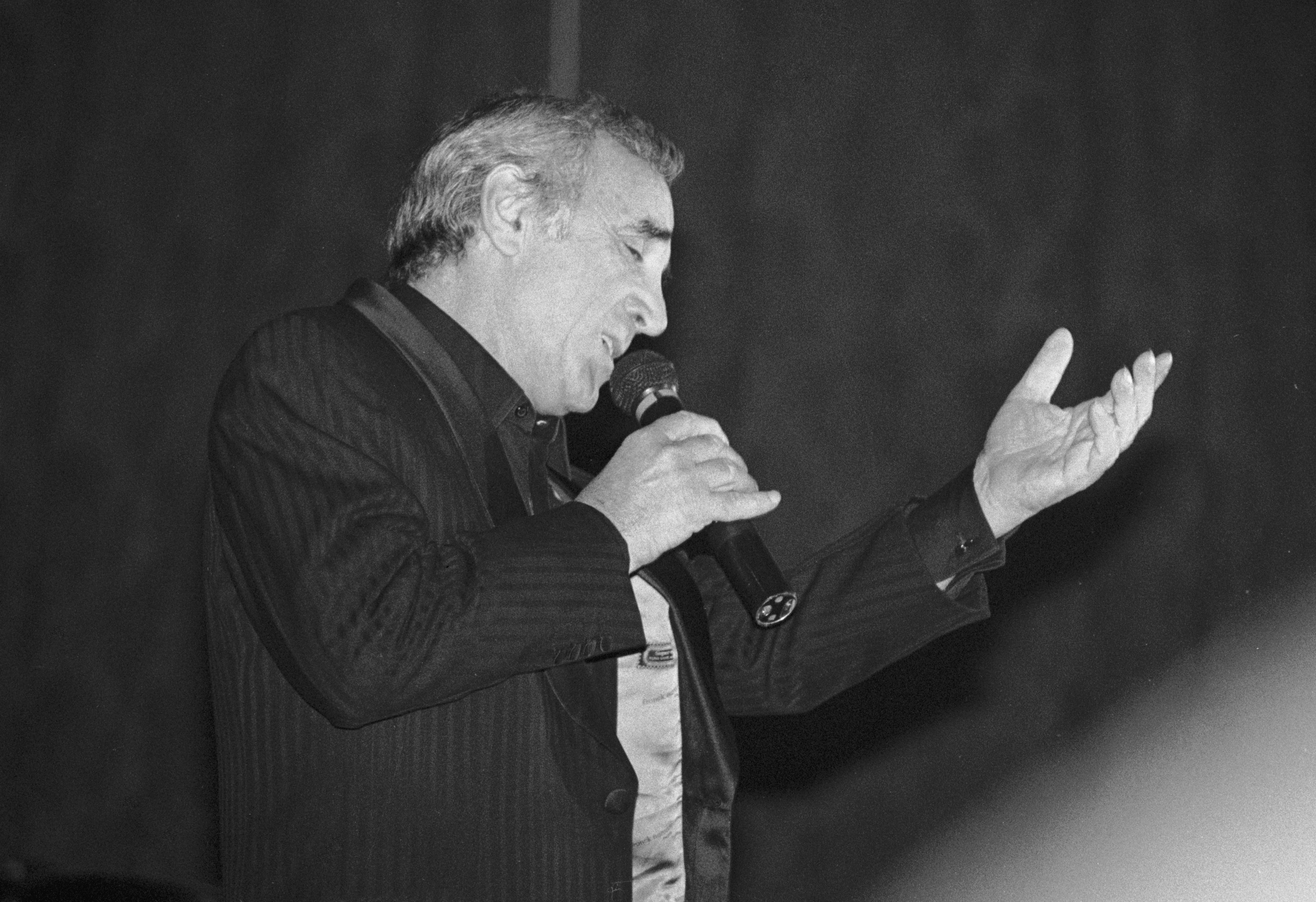
シンガーソングライター、シャルル・アズナブール(1924-2018)

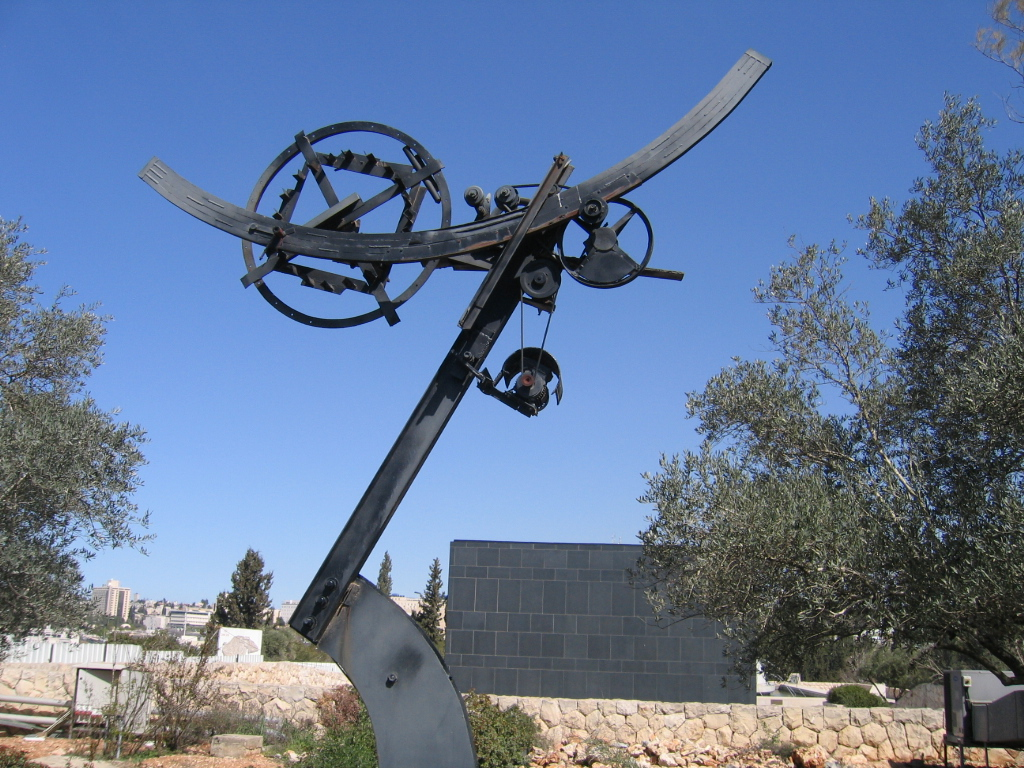
キネティック・アートの第一人者、芸術家ジャン・ティンゲリー(1925-1991)。画像は『Eos xk (3)』(1965)

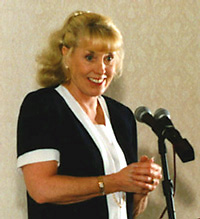
北アイルランドの平和運動家、ベティ・ウィリアムズ(1943-2020)

- 1671年 （寛文11年4月14日） - 酒井忠真、第4代庄内藩主 （+ 1731年）
- 1711年 （宝永8年4月5日） - 大村純富、第7代大村藩主 （+ 1749年）
- 1719年 （享保4年4月4日） - 松平信復、初代吉田藩主 （+ 1768年）
- 1724年 - マルク＝ジョゼフ・マリオン・デュフレーヌ、探検家（+ 1772年）
- 1769年 （明和6年4月17日） - 有馬誉純、第5代丸岡藩主 （+ 1836年）
- 1772年 - ラーム・モーハン・ローイ、インドの思想家、社会活動家 (+ 1833年)
- 1782年（天明2年4月11日） - 広瀬淡窓、儒学者、漢詩人（+ 1856年）
- 1783年 - ウィリアム・スタージャン、物理学者、発明家（+ 1850年）
- 1808年 - ジェラール・ド・ネルヴァル、詩人、小説家、劇作家（+ 1855年）
- 1813年 - リヒャルト・ワーグナー、作曲家（+ 1883年）
- 1834年 （天保5年4月14日） - 丹羽長国、第13代二本松藩主（+ 1904年）
- 1840年（天保11年4月21日） - 島津忠義、第12代薩摩藩主（+ 1897年）
- 1844年 - メアリー・カサット、画家（+ 1926年）
- 1845年（弘化2年4月17日） - 結城無二三、キリスト教メソジスト派伝道師（+ 1912年）
- 1848年（嘉永元年4月20日） - 井伊直憲、第16代彦根藩主（+ 1904年）
- 1852年 - エミール・ソーレ、ヴァイオリニスト、作曲家（+ 1920年）
- 1857年（安政4年4月29日） - 大和田建樹、作詞家（+ 1910年）
- 1859年 - アーサー・コナン・ドイル、推理作家（+ 1930年）
- 1862年（文久2年4月24日） - 牧野富太郎、植物学者（+ 1957年）
- 1880年 - アーネスト・オッペンハイマー、実業家（+ 1957年）
- 1885年 - 中勘助、作家（+ 1965年）
- 1885年 - 豊田副武、日本海軍軍人（+ 1957年）
- 1885年 - ジャコモ・マッテオッティ、政治家（+ 1924年）
- 1889年 - 瀬越憲作、囲碁棋士（+ 1972年）
- 1897年 - 藤山愛一郎、実業家、政治家（+ 1985年）
- 1897年 - 小野三千麿、野球選手（+ 1956年）
- 1900年 - 西角井正慶、国文学者（+ 1970年）
- 1902年 - 風巻景次郎、国文学者（+ 1960年）
- 1902年 - アル・シモンズ、プロ野球選手（+ 1956年）
- 1905年 - 華頂博信、皇族（+ 1970年）
- 1907年 - エルジェ、漫画家（+ 1983年）
- 1907年 - ローレンス・オリヴィエ、俳優（+ 1989年）
- 1908年 - ホートン・スミス、プロゴルファー（+ 1963年）
- 1911年 - 徳川義知、日本赤十字社常任理事、徳川黎明会会長（+ 1992年）
- 1911年 - 古田紹欽、仏教学者（+ 2001年）
- 1912年 - ハーバート・ブラウン、化学者（+ 2004年）
- 1914年 - サン・ラ、ミュージシャン（+ 1993年）
- 1915年 - 池田潤三、プロ野球選手（+ 没年不詳）
- 1916年 - 海原お浜、漫才師（海原お浜・小浜）（+ 1994年）
- 1917年 - ゲオルク・ティントナー、指揮者（+ 1999年）
- 1920年 - トーマス・ゴールド、天体物理学者（+ 2004年）
- 1920年 - ハインツ・フィンケ、ドイツ空軍のエース・パイロット（1944年）
- 1922年 - 久慈あさみ、女優（+ 1996年）
- 1924年 - シャルル・アズナブール、歌手（+ 2018年）
- 1924年 - 林直明、元プロ野球選手
- 1925年 - ジャン・ティンゲリー、彫刻家、画家（+ 1991年）
- 1925年 - ジェームズ・キング、テノール歌手（+ 2005年）
- 1925年 - 菊池光、翻訳家（+ 2006年）
- 1927年 - ジョージ・オラー、化学者（+ 2017年）
- 1928年 - 佐野洋、小説家（+ 2013年）
- 1929年 - 関山耕司、俳優（+ 没年不明）
- 1933年 - アーノルド・ローベル、絵本作家（+ 1987年）
- 1933年 - 陳景潤、数学者（+ 1996年）
- 1933年 - 金山勝巳、元プロ野球選手
- 1935年 - 坂本三郎、漫画家、アニメーター（+ 1996年）
- 1938年 - スーザン・ストラスバーグ、女優（+ 1999年）
- 1939年 - ポール・ウィンフィールド、俳優（+ 2004年）
- 1939年 - イアン・アンダーウッド、音楽家
- 1940年 - フェルナンド・マトス・シルヴァ、映画監督
- 1941年 - 江田五月、政治家 (+ 2021年)
- 1943年 - ベティ・ウィリアムズ、平和運動家 (+ 2020年)
- 1943年 - トミー・ジョン、元プロ野球選手
- 1944年 - 二代目中村吉右衛門、歌舞伎俳優 (+ 2021年)
- 1944年 - 白石静生、元プロ野球選手
- 1945年 - ピエロ・ラルディ・フェラーリ、実業家
- 1945年 - フランソワ・ブルギニョン、経済学者
- 1946年 - ジョージ・ベスト、サッカー選手（+ 2005年）
- 1946年 - マイケル・グリーン、物理学者
- 1946年 - ジム・コルボーン、元プロ野球選手
- 1947年 - 小田義人、プロ野球選手（+ 2018年）
- 1947年 - 西山敏明、元プロ野球選手
- 1947年 - 水谷勇、プロ野球選手（+ 2010年）
- 1948年 - 三嶋典東、イラストレーター、ブックデザイナー（+ 2012年）
- 1949年 - 大竹まこと、タレント
- 1949年 - 大竹オサム、料理人
- 1949年 - 牧野節子、児童文学作家
- 1951年 - 観山正見、天文学者
- 1952年 - 佐野正幸、スポーツライター、ノンフィクション作家（+ 2016年）
- 1954年 - 中村修二、電子工学者
- 1956年 - マーク・ブロハード、元プロ野球選手
- 1956年 - 金本誠吉、元プロ野球選手
- 1957年 - 日高美子、アニメソング歌手
- 1957年 - 森末慎二、元体操選手
- 1958年 - 唐沢俊一、作家、評論家（+ 2024年）
- 1959年 - クァク・ジェヨン、映画監督
- 1959年 - モリッシー、ミュージシャン
- 1960年 - 庵野秀明、アニメ演出家
- 1960年 - 木屋善夫、ゲームクリエイター
- 1962年 - 増田章、武道家、空手家
- 1962年 - 中鶴勝祥、アニメーター、キャラクターデザイナー
- 1962年 - 栃乃和歌清隆、元大相撲力士
- 1963年 - 鈴木智、脚本家、演出家
- 1964年 - アシュレイ・レニー、女優
- 1964年 - 嶋大輔、俳優
- 1964年 - マイア・ウソワ、フィギュアスケート選手
- 1965年 - 錦織一清、歌手、タレント
- 1965年 - 亀田史郎、ボクシングトレーナー
- 1965年 - 野中徹博、元プロ野球選手
- 1966年 - ホセ・メサ、元プロ野球選手
- 1969年 - 宇多丸、MC（RHYMESTER）
- 1969年 - 橋本清、元プロ野球選手
- 1970年 - ナオミ・キャンベル、スーパーモデル
- 1970年 - ペドロ・ディニス、F1ドライバー
- 1970年 - 真中幹夫、元サッカー選手、指導者
- 1970年 - 林千春、歌手、タレント（パンプキン）
- 1970年 - motsu、ラッパー（m.o.v.e）
- 1971年 - 池谷のぶえ、女優
- 1971年 - 田頭欣士、元野球選手
- 1972年 - 風見好栄、アナウンサー
- 1972年 - ゴリ、お笑い芸人（ガレッジセール）
- 1972年 - 野月貴弘、ミュージシャン（SUPER BELL"Z）
- 1972年 - 榎康弘、元プロ野球選手
- 1972年 - 寒河江康隆、ギタリスト
- 1973年 - 三田智子、元NFLチアリーダー
- 1973年 - フリアン・タバレス、元プロ野球選手
- 1973年 - ブレンダン・キングマン、元プロ野球選手
- 1974年 - ジョン・ベイル、元プロ野球選手
- 1975年 - 西田征史、脚本家、俳優
- 1976年 - 木村卓寛、お笑い芸人（天津）
- 1976年 - ダニエル・アーランドソン、ドラマー（アーチ・エネミー）
- 1976年 - 田村恵、元プロ野球選手
- 1976年 - 府川唯未、タレント、元プロレスラー
- 1977年 - 中払大介、元サッカー選手
- 1977年 - パット・スマレン、騎手
- 1978年 - ジニファー・グッドウィン、女優
- 1979年 - 秋野ひとみ、女優
- 1979年 - 鏡貴也、小説家
- 1979年 - 森章剛、元プロ野球選手
- 1979年 - 津口竜一、元野球選手
- 1980年 - 田中麗奈、女優
- 1980年 - 増島愛浩、俳優
- 1980年 - 村越としや、写真家
- 1980年 - 湊川誠隆、元プロ野球選手
- 1980年 - 片岡未来、タレント
- 1980年 - ムリーロ・ニンジャ、総合格闘家
- 1981年 - 原史奈、女優
- 1981年 - あかつ、お笑い芸人
- 1981年 - ブライアン・ダニエルソン、プロレスラー
- 1981年 - メリッサ・グレゴリー、フィギュアスケート選手
- 1982年 - アポロ・アントン・オーノ、ショートトラックスピードスケート選手
- 1982年 - 駒居鉄平、元プロ野球選手
- 1982年 - 新名徹郎、喜劇俳優
- 1982年 - アドルフォ・リベラ、元野球選手
- 1983年 - 藤井彩香、モデル、女優
- 1984年 - カロリーネ・ヘルフルト、女優
- 1985年 - リック・バンデンハーク、元プロ野球選手
- 1985年 - トランクイロ・バルネッタ、サッカー選手
- 1986年 - 松本亜希、ファッションモデル
- 1986年 - 柳亮、元俳優
- 1986年 - タチアナ・ボロソジャル、フィギュアスケート選手
- 1986年 - ジュリアン・エデルマン、アメリカンフットボール選手
- 1986年 - コリン・カウギル、元プロ野球選手
- 1986年 - エリック・ソガード、プロ野球選手
- 1987年 - 江口拓也、声優
- 1987年 - ノバク・ジョコビッチ、テニス選手
- 1987年 - ウラジーミル・グラナト、サッカー選手
- 1988年 - 大山貴世、女優
- 1988年 - 三澤貴弘、バスケットボール選手
- 1988年 - ダグ・デムーロ、YouTuber
- 1989年 - 金伏ウーゴ、元プロ野球選手
- 1989年 - コーリー・ディッカーソン、プロ野球選手
- 1989年 - 大山恭平、サッカー選手
- 1990年 - 佐々木心音、女優、シンガーソングライター
- 1991年 - スホ、歌手（EXO）
- 1990年 - 安柄俊、サッカー選手
- 1990年 - 荒木夕貴、元バレーボール選手
- 1992年 - 徳永千奈美、元歌手（元Berryz工房）
- 1993年 - 田辺修斗、俳優
- 1994年 - 髙木美帆、スピードスケート選手
- 1994年 - 田川賢吾、元プロ野球選手
- 1995年 - 守屋亨香、声優、タレント
- 1996年 - 市村紗弥香、気象予報士
- 1996年 - 清水優心、プロ野球選手
- 1997年 - 倉知玲鳳、声優（RAISE A SUILEN）
- 1998年 - スパチョーク・サラチャート、サッカー選手
- 1999年 - 豊昇龍智勝、大相撲力士、第74代横綱
- 2000年 - 山野力、陸上競技選手
- 2000年 - 荘司宏太、プロ野球選手
- 2000年 - 大青山大介、大相撲力士
- 2001年 - 黒澤美澪奈、タレント（元さくら学院、元Ciào Smiles）
- 2001年 - 落合希来里、アイドル（≠ME）
- 2001年 - エマ・チェンバレン、YouTuber、ポッドキャスター、モデル
- 2001年 - イム・ジミン、アイドル（JUST B）
- 2002年 - 矢野泰二郎、プロ野球選手
- 2003年 - 宮部のぞみ、女優
- 2013年 - 二代目中村長三郎、歌舞伎役者、俳優
- 生年不詳 - 三浦ももこ、プロ雀士
- 生年不詳 - 会沢咲、声優
- 生年不詳 - 鷹嘴翼、声優
- 生年不詳 - 奈良岡快、声優
- 生年不詳 - 栁橋なつみ、声優

### 人物以外（動物など）
- 1994年 - マチカネフクキタル、競走馬、種牡馬（+ 2020年）

## 忌日

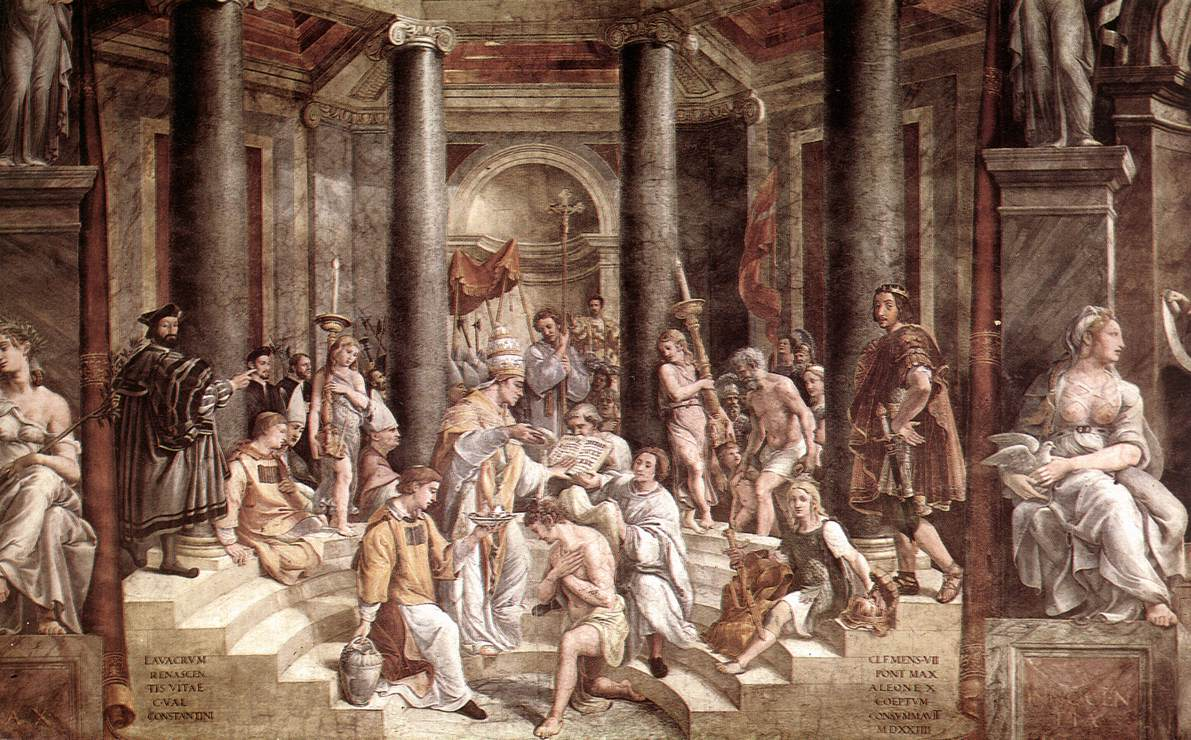
ローマ帝国を再統一した大帝コンスタンティヌス1世(272-337)没。画像は晩年に洗礼を受ける大帝。

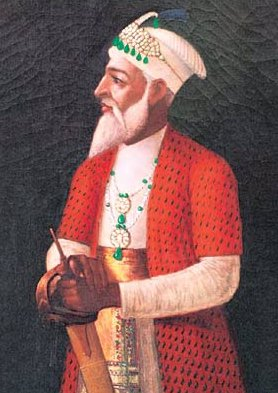
ニザーム藩王国の始祖カマルッディーン・ハーン(1671-1748)没。

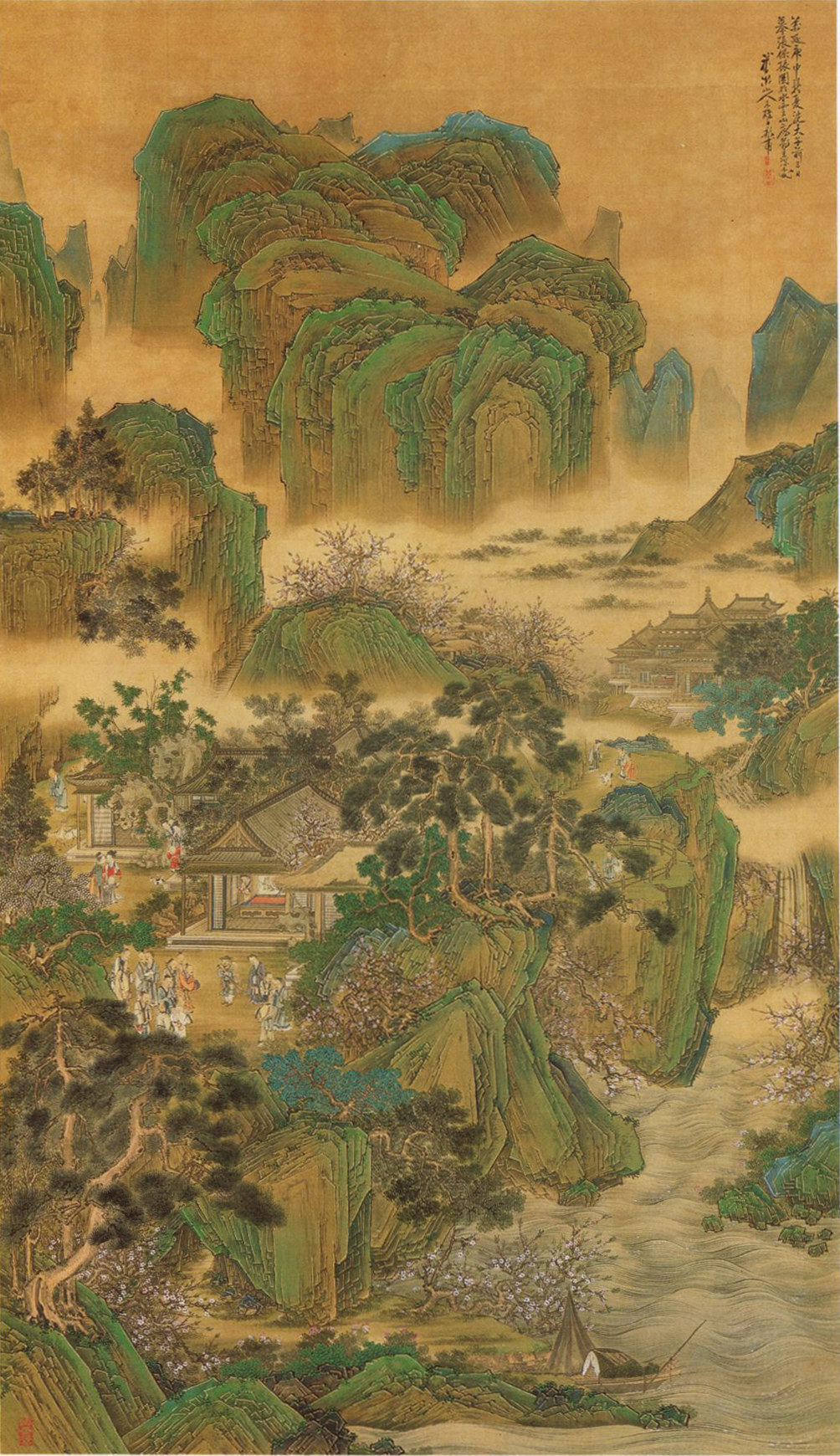
画家鈴木鵞湖(1816-1870)没。画像は『武陵桃源図』

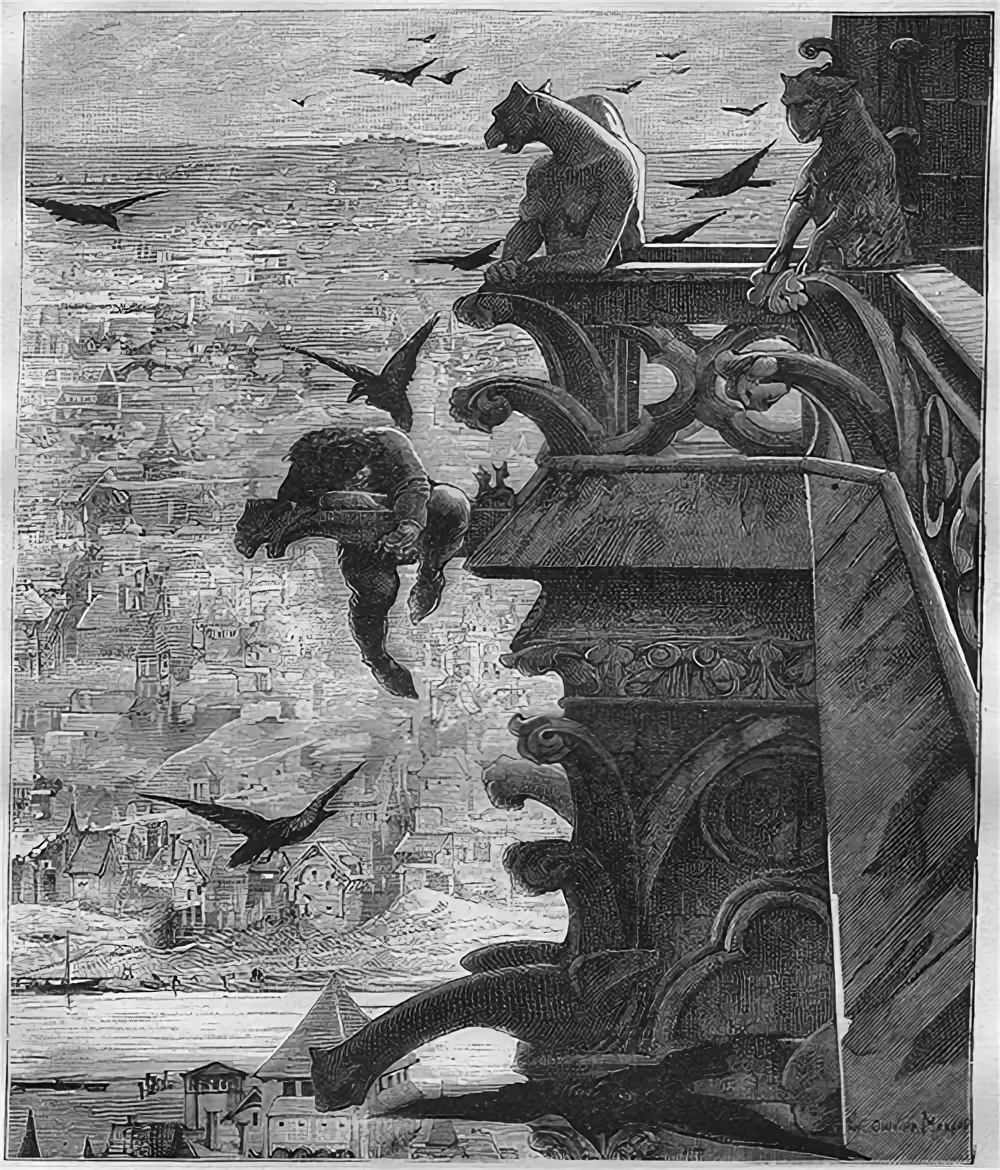
詩人・作家、ヴィクトル・ユーゴー(1802-1885)没。画像は『ノートルダム・ド・パリ』の挿絵。

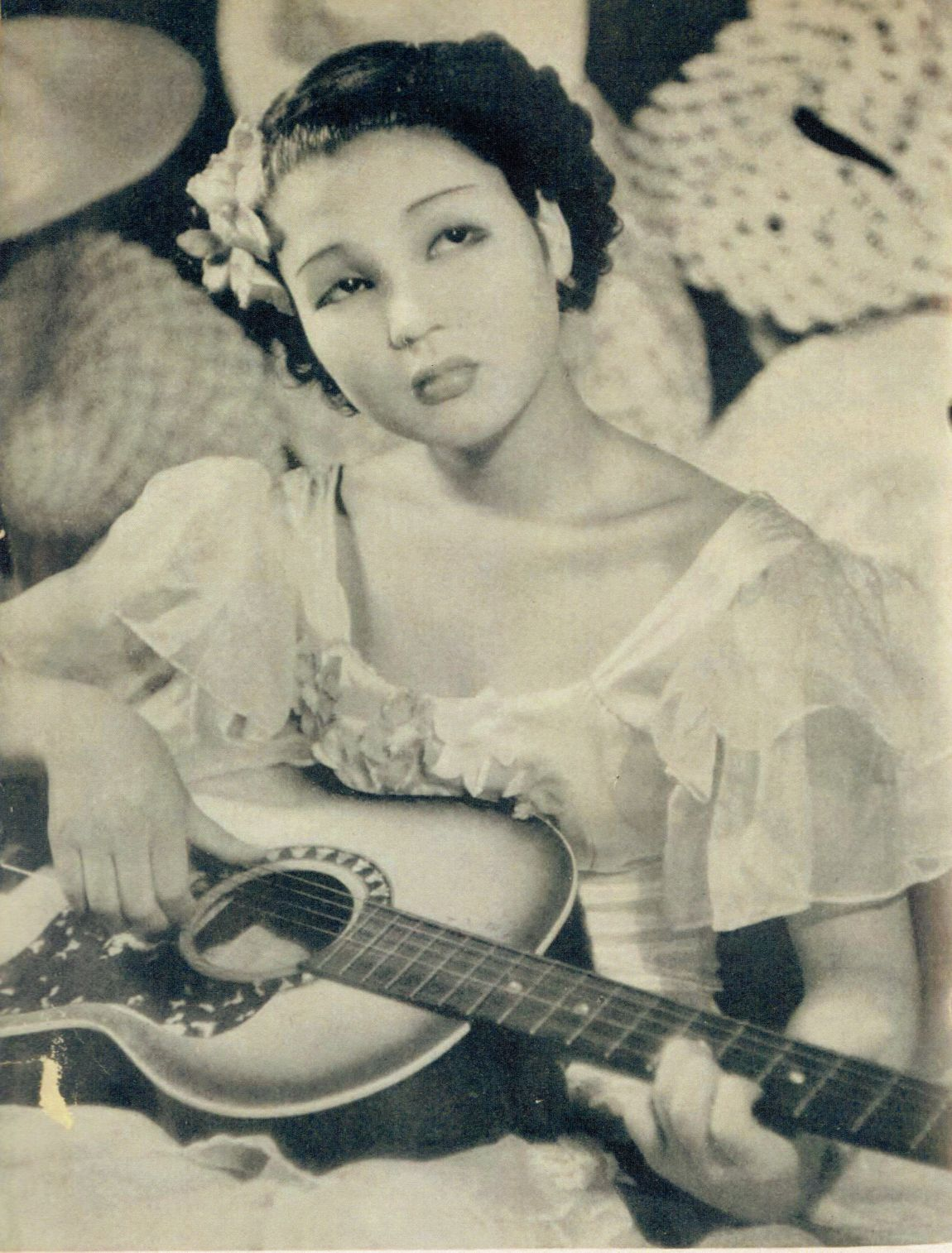
松山バレエ団設立者松山樹子(1923-2021)没。

- 192年（初平3年4月23日） - 董卓、中国後漢末期の武将、政治家（* 139年?）
- 337年 - コンスタンティヌス1世、ローマ皇帝（* 272年）
- 748年（天平20年4月21日） - 元正天皇、第44代天皇（* 680年）
- 1124年 - ヴィプレヒト2世、マイセン辺境伯（* 1150年頃）
- 1455年 - ヘンリー・パーシー、第2代ノーサンバランド伯（* 1392年頃）
- 1455年 - エドムンド・ボーフォート、第2代サマセット公（* 1406年）
- 1540年 - フランチェスコ・グイチャルディーニ、歴史家（* 1483年）
- 1548年（天文17年4月15日） - 松平信孝、戦国武将
- 1602年 - レナータ・フォン・ロートリンゲン、バイエルン公ヴィルヘルム5世の妃（* 1544年）
- 1623年（元和9年4月23日） - 筑紫広門、戦国武将（* 1556年）
- 1667年 - アレクサンデル7世、第237代ローマ教皇（* 1599年）
- 1748年 - ミール・カマルディン、ニザーム藩王国初代藩王（* 1671年）
- 1760年 - イスラエル・ベン・エリエゼル、ユダヤ教のラビ（* 1700年頃）
- 1770年 - ゾフィー・マグダレーネ・フォン・ブランデンブルク＝クルムバッハ、デンマーク王クリスチャン6世の妃（* 1700年）
- 1802年 - マーサ・ワシントン、アメリカ合衆国のファーストレディ、初代アメリカ合衆国大統領ジョージ・ワシントンの妻（* 1731年）
- 1836年（天保7年4月8日） - 岩井半四郎 (6代目)、歌舞伎役者（* 1798年）
- 1859年 - フェルディナンド2世、両シチリア王（* 1810年）
- 1866年（慶応2年4月8日） - 吉良の仁吉、侠客（* 1839年）
- 1868年（明治元年閏4月1日） - 富山弥兵衛、新選組伍長、御陵衛士（* 1843年）
- 1870年（明治3年4月22日）- 鈴木鵞湖、日本画家（* 1816年）
- 1873年 - アレッサンドロ・マンゾーニ、作家（* 1785年）
- 1874年 - 前田慶寧、第14代加賀藩主（* 1830年）
- 1885年 - ヴィクトル・ユーゴー、小説家（* 1802年）
- 1885年 - テオドール・バリュー、建築家（* 1817年）
- 1898年 - エドワード・ベラミー、小説家（* 1850年）
- 1901年 - ガエタノ・ブレーシ、イタリア王ウンベルト1世の暗殺者（* 1869年）
- 1902年 - リリー・マーティン・スペンサー、画家（* 1822年）
- 1903年 - 石坂周造、尊皇攘夷志士（* 1832年）
- 1903年 - 藤村操、第一高等学校生徒（* 1886年）
- 1904年 - 上野彦馬、写真家（* 1838年）
- 1905年 - ジョージ・ゼットレイン、元プロ野球選手（* 1844年）
- 1910年 - ジュール・ルナール、小説家、劇作家（* 1864年）
- 1912年 - アントニオ・パチノッティ、物理学者（* 1841年）
- 1912年 - 李容九、一進会の指導者（* 1868年）
- 1918年 - フリードリヒ・ザイツ、作曲家（* 1848年）
- 1922年 - カール・タイケ、作曲家（* 1864年）
- 1925年 - ジョン・フレンチ、イギリス陸軍の元帥（* 1852年）
- 1932年 - オーガスタ・グレゴリー、劇作家（* 1852年）
- 1933年 - フェレンツィ・シャーンドル、心理学者（* 1873年）
- 1937年 - 海老名弾正、思想家、牧師（* 1856年）
- 1942年 - 加藤建夫、日本陸軍の少将、加藤隼戦闘隊隊長（* 1903年）
- 1949年 - ハンス・プフィッツナー、作曲家（* 1869年）
- 1949年 - ジェームズ・フォレスタル、初代アメリカ合衆国国防長官（* 1892年）
- 1954年 - チーフ・ベンダー、元プロ野球選手（* 1884年）
- 1959年 - 吉岡弥生、医師、東京女医学校（現東京女子医科大学）創立者（* 1871年）
- 1963年 - 松林桂月、日本画家（* 1876年）
- 1967年 - ラングストン・ヒューズ、作家（* 1902年）
- 1971年 - 岡邦雄、科学史家（* 1890年）
- 1972年 - セシル・デイ＝ルイス、作家（* 1904年）
- 1975年 - レフティ・グローブ、元プロ野球選手（* 1900年）
- 1975年 - 児玉隆也、ジャーナリスト（* 1937年）
- 1976年 - オスカー・ボナベナ、プロボクサー（* 1942年）
- 1977年 - 江田三郎、政治家（* 1907年）
- 1982年 - ジェヴデト・スナイ、政治家、トルコ大統領（* 1899年）
- 1982年 - ジェイ・ラッシュ、農学者、生物学者（* 1896年）
- 1983年 - アルベルト・クラウデ、生物学者（* 1899年）
- 1985年 - ウォルフガング・ライザーマン、アニメーター（* 1909年）
- 1988年 - 野村光一、音楽評論家（* 1895年）
- 1989年 - 相沢忠洋、考古学者（* 1926年）
- 1989年 - 佐々木宏一郎、元プロ野球選手（* 1943年）
- 1989年 - 本田親喜、元プロ野球選手（* 1911年）
- 1989年 - 三好真一、元プロ野球選手（* 1950年）
- 1990年 - ロッキー・グラジアノ、プロボクサー（* 1922年）
- 1991年 - 八住利雄、脚本家、元日本シナリオ作家協会理事長（* 1903年）
- 1992年 - ラーンキ・ジェルジ、作曲家（* 1907年）
- 1992年 - ゼリグ・ハリス、言語学者（* 1909年）
- 1992年 - 李良枝、小説家（* 1955年）
- 1993年 - ミェチスワフ・ホルショフスキ、ピアニスト（* 1892年）
- 1994年 - 小峰元、小説家（* 1921年）
- 1994年 - ノーマン・リード、陸上競技選手（* 1931年）
- 1994年 - 廣松渉、哲学者、東京大学名誉教授（* 1933年）
- 1995年 - 篠田節夫、俳優、声優（* 1924年）
- 1997年 - アルフレッド・ハーシー、微生物学者、遺伝学者（* 1908年）
- 1998年 - ジョン・デレク、俳優、映画監督（* 1926年）
- 2002年 - ジョー・カスカレラ、野球選手（* 1907年）
- 2005年 - 国友忠、浪曲師（* 1919年）
- 2006年 - 松野幸泰、政治家、第10代国土庁長官、第44代北海道開発庁長官、公選第4-5代岐阜県知事（* 1908年）
- 2006年 - 冨田弘一郎、天文学者（* 1925年）
- 2006年 - 矢島文夫、言語学者（* 1928年）
- 2006年 - 李鍾郁、医学者、第6代世界保健機関事務局長（* 1945年）
- 2007年 - 平岩外四、第7代経団連会長（* 1914年）
- 2007年 - 鈴木光枝、女優（* 1918年）
- 2007年 - 駒尺喜美、近代文学研究者（* 1925年）
- 2008年 - ロバート・アスプリン、SF作家（* 1946年）
- 2009年 - 古賀磯次、ヤクザ、道仁会初代会長（* 1934年）
- 2009年 - 三遊亭生之助、落語家（* 1935年）
- 2009年 - ヨ・ウンゲ、女優（* 1940年）
- 2010年 - マーティン・ガードナー、数学者、アマチュアマジシャン（* 1914年）
- 2010年 - 中川順、ジャーナリスト、実業家、元テレビ東京社長（* 1919年）
- 2010年 - 石橋博良、実業家、ウェザーニューズ創業者（* 1947年）
- 2012年 - 吉田秀和、音楽評論家、随筆家（* 1913年）
- 2012年 - 木津川昭夫、詩人（* 1929年）
- 2013年 - アンリ・デュティユー、作曲家（* 1916年）
- 2014年 - ドナルド・レビン、玩具開発者、G.I.ジョー開発者（* 1928年）
- 2014年 - 村上光彦、フランス文学者（* 1929年）
- 2014年 - マシュー・カウルズ、俳優（* 1944年）
- 2015年 - 宮崎剛、元プロ野球選手（* 1918年）
- 2015年 - 中西勝、洋画家（* 1924年）
- 2015年 - 扇田昭彦、演劇評論家、元朝日新聞記者（* 1940年）
- 2015年 - 大内義昭、歌手、作曲家（* 1960年）
- 2015年 - 丸山夏鈴、歌手、タレント（* 1993年）
- 2016年 - 仁木安、元プロ野球選手（* 1925年）
- 2017年 - 野村靖、政治家、元徳島県阿南市長（* 1931年）
- 2017年 - ニッキー・ヘイデン、オートバイレーサー、元MotoGPライダー（* 1981年）
- 2018年 - 尾花仙朔、詩人（* 1927年）
- 2018年 - 小林責、能狂言研究者、武蔵野大学名誉教授（* 1928年）
- 2018年 - フィリップ・ロス、小説家（* 1933年）
- 2019年 - ドゥシャン・ミタナ、小説家、脚本家（* 1946年）
- 2020年 - アルベール・メンミ、小説家、随筆家（* 1920年）
- 2020年 - 溝口進、政治家、元富山県南砺市長（* 1930年）
- 2020年 - アシュレー・クーパー、テニス選手（* 1936年）
- 2020年 - ルイジ・シモーニ、サッカー選手、指導者（* 1939年）
- 2020年 - ジェリー・スローン、バスケットボール選手、指導者（* 1942年）
- 2020年 - 袁広泉、翻訳家、歴史学者（* 1963年）
- 2021年 - ジャンヌ・ボット、スーパーセンテナリアン（* 1905年）
- 2021年 - ロベール・マルシャン、自転車競技選手（* 1911年）
- 2021年 - コーネリア・オーベルレンダー、造園家、都市計画家（* 1921年）
- 2021年 - 呉孟超、外科医、医学者（* 1922年）
- 2021年 - 松山樹子、バレリーナ、松山バレエ団創立者（* 1923年）
- 2021年 - 袁隆平、農学者（* 1930年）
- 2021年 - アンドレ・リベイロ、レーシングドライバー（* 1966年）
- 2021年 - フランセスク・アルナウ、元サッカー選手、指導者（* 1975年）
- 2022年 - ヘイゼル・ヘンダーソン、経済学者、未来学者、著述家（* 1933年）
- 2022年 - ピーター・ランボーン・ウィルソン、アナーキスト作家、評論家、詩人（* 1945年）
- 2022年 - 石井隆、劇画家、脚本家、映画監督（* 1946年）
- 2022年 - カナマト・ボタシェフ、軍人、元ロシア空軍少将（* 1959年）
- 2023年 - 浅草駒太夫、ストリッパー（* 1941年）
- 2023年 - ペギー・リー・レザー、プロレスラー（* 1959年）
- 2023年 - リック・ホイト、マラソンランナー（* 1962年）
- 2023年 - カーク・アーリントン、ドラマー（元メタル・チャーチ）（* 1962年）
- 2023年 - 新井康徳、ドラマー（BAAD）（* 1967年）
- 2023年 - 須藤理恵、お笑い芸人（青空）（* 1977年）
- 2024年 - 申庚林、詩人（* 1936年）
- 2024年 - 真島茂樹、振付師（* 1947年）

## 記念日・年中行事

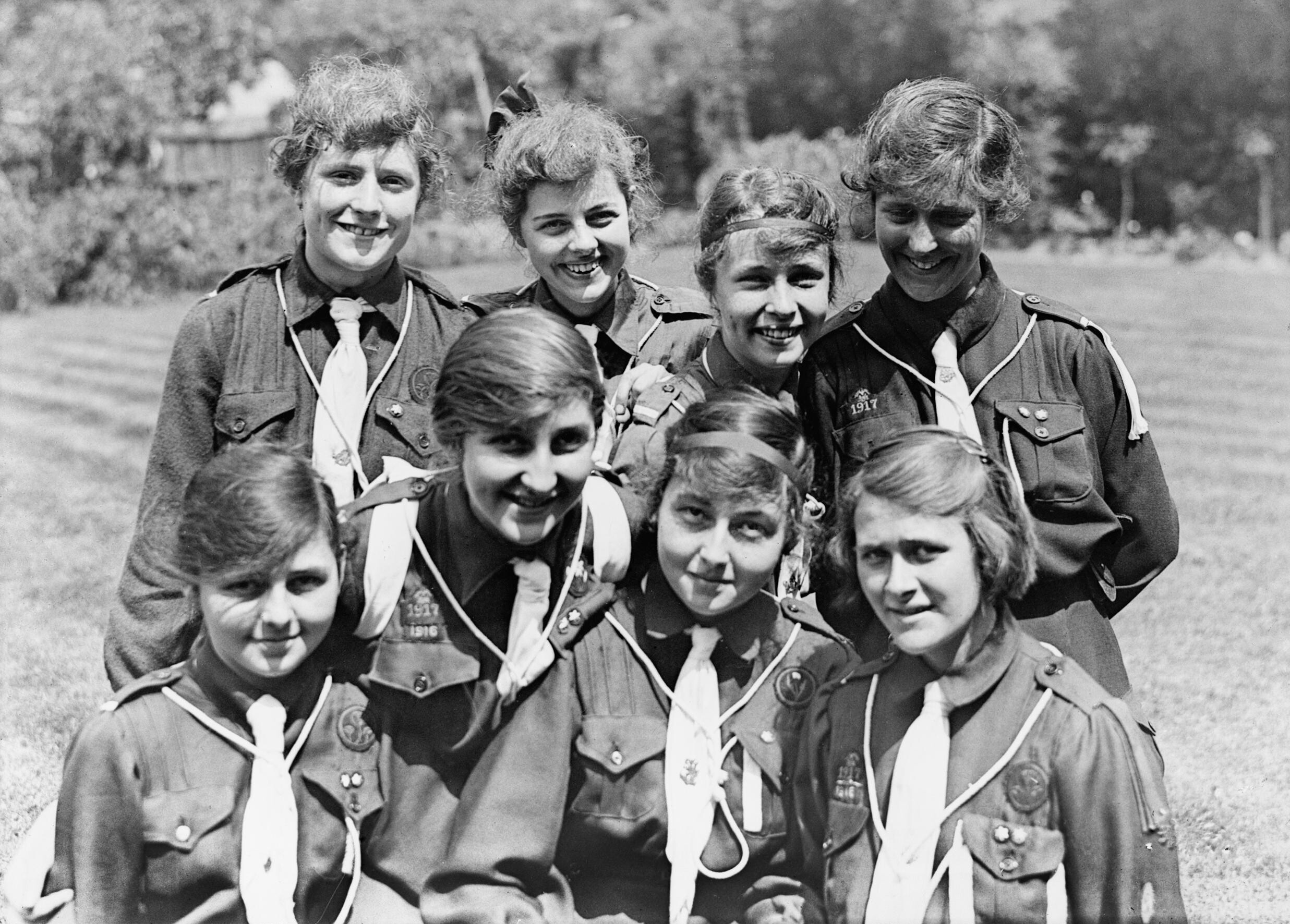
ガールスカウトの日

- 国際生物多様性の日（ 世界）
国際デーの一つ。
- 共和国の日（ スリランカ）
1972年のこの日にセイロンが共和制に移行し、国名をスリランカ共和国に改称したことを記念。
- 国家統一記念日（ イエメン）
1990年のこの日、南イエメンと北イエメンが統合されイエメン共和国が成立したことを記念。
- サイクリングの日（ 日本）
日本サイクリング協会が2009年4月20日に制定。スポーツ振興法でサイクリング奨励が定められたのをきっかけに、1964年のこの日、サイクリング普及のための団体として文部大臣から設立認可を受け任意団体から財団法人になったことを記念[15]。
- ガールスカウトの日（ 日本）
1947年（昭和22年）のこの日、第二次世界大戦で中断されていた日本のガールスカウトを再興するために準備委員会が発足したことを記念し、ガールスカウト日本連盟が制定[16][17]。